# Цирк (форма рельєфу)
Цирк — увігнута форма рельєфу, що має різне походження:

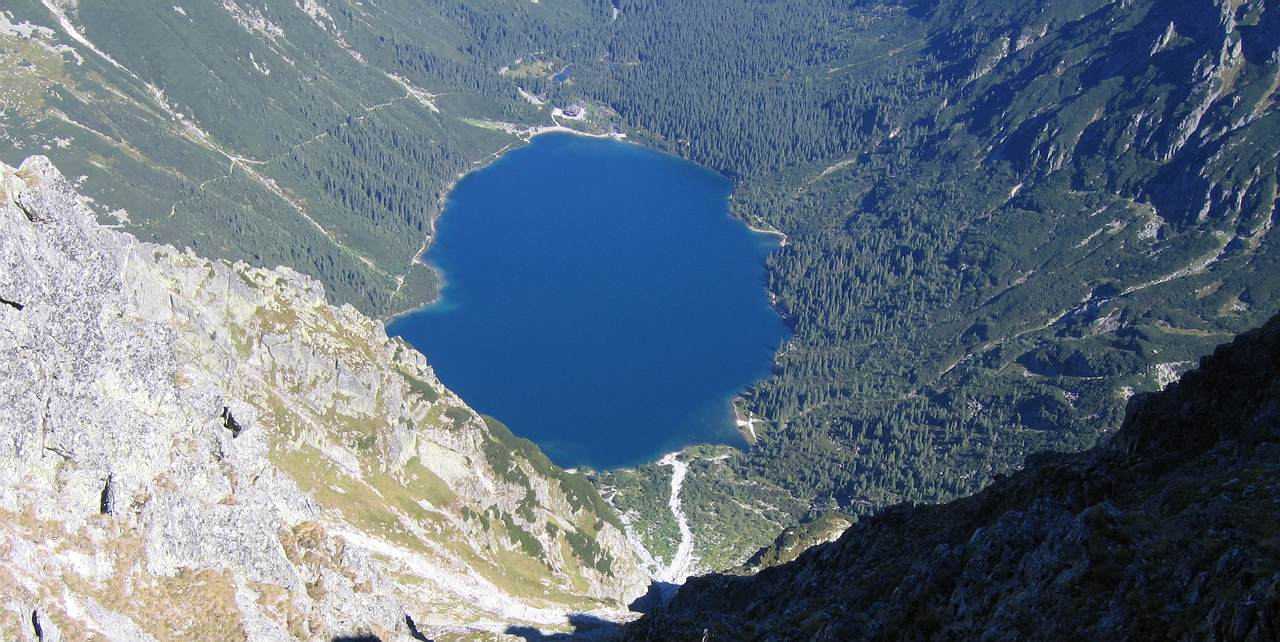
.

- 1. Котлоподібна виїмка, чашкоподібне заглиблення в привершинній частині гір з крутими стінами у верхній частині високогірної долини, виоране льодовиком або утворене під дією морозного вивітрювання. Син. — кар.
- 2. Цирк — стара назва великих місячних кратерів із рівним дном.